# The Next Right Thing (canção)
"The Next Right Thing" é uma música do filme de animação da Disney de 2019, Frozen 2. É interpretado por Kristen Bell como Anna, e a música e as letras foram escritas por Kristen Anderson-Lopez e Robert Lopez. A música é sobre a queda de Anna na depressão. A canção recebeu elogios da crítica por sua mensagem e significado e atingiu o pico na parada Kid Digital Songs em 7º lugar.

## Sinopse
No momento mais sombrio do filme, Anna se depara com a incerteza sobre o que fazer a seguir, após aparentemente perder sua amada irmã Elsa e também Olaf, um boneco de neve criado pela magia de Elsa. Ela canta "The Next Right Thing" e expressa sua depressão. Mais tarde na música, ela conclui ao não saber o que fazer, deve-se fazer "a próxima coisa certa".

## Produção
Bell disse à diretora Jennifer Lee que ela queria ver Anna "enfrentar sua codependência de frente" e "uma música sobre o que ela vai fazer quando não souber o que fazer". Anderson-Lopez e Lopez buscaram inspiração na tragédia pessoal na vida de duas pessoas que trabalharam em Frozen e Frozen 2; o co-diretor Chris Buck perdeu um filho, e Andrew Page, uma figura central na produção musical de ambos os filmes, perdeu uma filha. O filho de Buck morreu na época em que Buck precisava dar início às entrevistas e à imprensa para promover Frozen; os Lopez testemunharam como Buck insistiu em passar por aquele processo altamente público e a temporada de premiação subsequente, embora estivesse lidando com uma terrível tragédia pessoal ao mesmo tempo. Anderson-Lopez afirmou que ao escrever as letras, ela "realmente apenas pensou sobre eles, e escreveu para eles." Bell disse que se inspirou em sua própria saúde mental.
| “ | Muitas pessoas têm esse sentimento: O que eu faço quando não sei o que fazer? Meu mantra pessoal é que você apenas faça a próxima coisa certa. Também ocorre quando estou sentindo ansiedade e depressão. O que eu faço quando não quero sair da cama pela manhã? Você simplesmente faz a próxima coisa certa, e é pular da cama. A próxima coisa certa é escovar os dentes. A próxima coisa certa é comer seu café da manhã. A próxima coisa certa é olhar sua agenda e começar a trabalhar. Essa ideia de ter uma motivação intrínseca versus motivação extrínseca é algo que, como pai, sei que é extremamente importante mostrar aos filhos e ajudá-los a enfrentar a situação. Eu realmente queria que Anna fosse representativa disso. | ” |

## Versões internacionais
Como aconteceu em Moana com uma versão taitiana,maori e havaiana, uma dublagem lapônica setentrional especial foi feita especificamente para o filme, dada a inspiração que tirou da cultura lapônica.
| "The Next Right Thing" mundialmente | "The Next Right Thing" mundialmente       | "The Next Right Thing" mundialmente             | "The Next Right Thing" mundialmente |
| Idioma                              | Intérprete                                | Título                                          | Tradução                            |
| ----------------------------------- | ----------------------------------------- | ----------------------------------------------- | ----------------------------------- |
| Árabe                               | شروق الشريف (Shorouq Al-Sharif)           | "الخطوة الصح" ("alkhatwat alsaha")              | "Movimento correto"                 |
| Búlgaro                             | Весела Бонева (Vesela Boneva)             | "Ще продължа" ("Shte prodŭlzha")                | "Eu vou continuar"                  |
| Cantonês                            | 黃山怡 (Kandy Wong)                       | "重頭改過" ("Zhòngtóu gǎiguò")                  | "Ser reformada"                     |
| Catalão                             | Gisela                                    | "El que cal fer"                                | "O que fazer"                       |
| Croata                              | Sementa Rajhard                           | "Put svoj nać"                                  | "Encontre o seu caminho"            |
| Tcheco                              | Tereza Martinková                         | "Dalši správná vec"                             | "Outra coisa certa"                 |
| Dinamarquês                         | Kristine Yde Eriksen}                     | "Tag ét skridt frem"                            | "Dê um passo a frente"              |
| Holandês                            | Noortje Herlaar                           | "Doe wat het beste is"                          | "Fazer o que é melhor"              |
| Inglês                              | Kristen Bell                              | "The next right thing"                          | "A próxima coisa certa"             |
| Finlandês                           | Saara Aalto                               | "Kuin oikein on"                                | "O que é certo"                     |
| Flamengo                            | Aline Goffin                              | "Wat het beste is"                              | "O que é melhor"                    |
| Francês (Europa)                    | Emmylou Homs                              | "Tout réparer"                                  | "Para fazer tudo certo"             |
| Alemão                              | Pia Allgaier                              | "Der nächste Schritt"                           | "O próximo passo"                   |
| Hindi                               | शार्वी यादव (Sharvi Yadav)                    | "सही एक क़दम" ("Sahi ek qadam")                   | "O passo certo"                     |
| Italiano                            | Serena Rossi                              | "Fai ciò che è giusto"                          | "Faça o que é certo"                |
| Jappnês                             | 神田沙也加 (Kanda Sayaka)                 | "わたしにできること" ("Watashi ni dekiru koto") | "O que me resta fazer"              |
| Cazaque                             | Назерке Серікболова (Nazerke Serikbolova) | "Берін зһенемін" ("Berin zhenemin")             | Desconhecido                        |
| Coreano                             | 박지윤 (Park Ji-Yoon)                     | "해야 할 일" ("Haeya hal il")                   | "O que tem que ser feito"           |
| Mandarim chinês (China)             | 李潇潇 (Xiao Xiao Li)                     | "下一件事" ("Xià yī jiàn shì")                  | "A próxima coisa"                   |
| Norueguês                           | May Kristin Kaspersen                     | "Neste rette ting"                              | "A próxima coisa certa"             |
| Polonês                             | Magdalena Wasylik                         | "Już ty wiesz co"                               | "Você sabe o que"                   |
| Português (Brasil)                  | Gabriela Porto                            | "Fazer o que é melhor"                          | "Fazer o que é melhor"              |
| Português (Europa)                  | Cátia Moreira                             | "O que está certo"                              | "O que está certo"                  |
| Russian                             | Наталия Быстрова (Natalia Bystrova)       | "Делай, что должна" ("Delay chto dolzhna")      | "Fazer o que você tem que fazer"    |
| Sámi                                | Elin Kristina Oskal                       | "Daga de riekta fal"                            | "Fazer a coisa certa"               |
| Eslovaco                            | Lucia Molnárová Bugalová                  | "Čas na správnu vec"                            | "Hora da coisa certa"               |
| Espanhol (Europa)                   | Carmen López Pascual                      | "Hacer las cosas bien"                          | "Fazer as coisas bem"               |
| Espanhol (América Latina)           | Romina Marroquín Payró                    | "Lo que hay que hacer"                          | "O que tem que ser feito"           |
| Sueco                               | Mimmi Sandén                              | "Ett litet kliv"                                | "Um pequeno passo"                  |
| Tâmil                               | Alisha Thomas                             | "செய்வேன் சரியானதை" ("Seiven sariyaanadhai")           | "Vou fazer a coisa certa"           |
| Telugo                              | Alisha Thomas                             | "సరి చేస్తా" ("Sari chesthaa")                      | "Está tudo bem"                     |
| Tailandês                           | หนึ่งธิดา โสภณ (Neungthida Sopon)            | "สิ่งที่ควร" ("Sing thi khuan")                     | "Coisas deve fazer"                 |
| Vietnamita                          | Võ Hạ Trâm                                | "Tự mình vượt qua"                              | "Para superar isso sozinha"         |